# Charlie Haden
Charles Edward Haden (6. srpna 1937 Shenandoah, Iowa, USA – 11. července 2014 Los Angeles) byl americký jazzový kontrabasista. Nejvíce se proslavil spoluprací s Ornette Colemanem. Narodil se do hudební rodiny a již od dětství se věnoval zpěvu. Na kontrabas začal hrát ve svých čtrnácti letech. Během své kariéry spolupracoval s mnoha hudebníky, mezi které patří například Pat Metheny, Carla Bley, Jan Garbarek, Kenny Barron, Keith Jarrett, Hampton Hawes, Michael Brecker nebo Dizzy Gillespie. Je držitelem ceny Grammy.